# Radio Beograd 1
Radio Beograd 1 (Radio Beograd — Prvi program, en alphabet cyrillique : Радио Београд — Први програм) est une station de radio publique serbe. 
Appartenant à la Radio Télévision de Serbie, elle peut être considérée comme l'héritière de Radio Beograd-Rakovica, station de radio yougoslave fondée en 1924. Incorporée à la Radio Télévision Yougoslave sous Tito — plus précisément à RTV Beograd — elle devient la principale station serbe après l'éclatement de la Yougoslavie. 
Radio Beograd 1 est une station de caractère généraliste, ayant une mission de service public. Ses objectifs sont, entre autres, d'informer et de divertir ses auditeurs. L'information est présente à l'antenne sous forme de journaux (Vesti), de chroniques pratiques, sportives (Sportski jurnal) ou encore de revues de presse (Novinarenje). Radio Beograd 1 est diffusée dans toute la Serbie en modulation de fréquence (FM), en streaming sur internet et par satellite, en Europe occidentale, par l'intermédiaire du satellite Astra 1KR, positionné à 19,2°Est.